# Alianțe (Star Trek: Voyager)
„Alianțe” (titlu original: „Alliances”) este al 14-lea episod din al doilea sezon al serialului TV american SF Star Trek: Voyager, al 30-lea în total. A avut premiera la 22 ianuarie 1996 pe canalul UPN. A fost regizat de Les Landau după un scenariu de Jeri Taylor.

## Prezentare
Kathryn Janeway încearcă să facă o alianță cu rasa Kazon pentru a fortifica poziția navei Voyager în Cuadrantul Delta.

## Actori ocazionali
- Martha Hackett - Seska
- Anthony De Longis - Maje Cullah
- Charles O. Lucia - Mabus
- Raphael Sbarge - Michael Jonas
- John Gegenhuber - Jal Surat
- Simon Billig - Hogan
- Larry Cedar - Tersa
- Ken Gruz - Kurt Bendera (nemenționat)
- Mirron E. Willis - Rettik